# Odontura borrei
Odontura borrei är en insektsart som beskrevs av Bolívar, I. 1878. Odontura borrei ingår i släktet Odontura och familjen vårtbitare. Inga underarter finns listade i Catalogue of Life.